# 花園愛美
花園 愛美（はなぞの まなみ、6月10日 - ）は、日本の女性声優。神奈川県出身。プロダクション・エース所属。

## 略歴
プロダクション・エース演技研究所卒業。

## 人物
特技には歌と絵を描くこと、趣味にはトロンボーンをそれぞれ挙げている。

## 出演
太字はメインキャラクター。

### テレビアニメ
- BEM（2019年、証言者）
- クレヨンしんちゃん（2022年 - 2025年、子供C、女の子、女の子B、TVCM、子供 他）
- 忍たま乱太郎（2022年、女の子）
- うる星やつら (2022)（2023年、女の子）

### ゲーム
- LEGOニンジャゴー ニンドロイド（2016年）
- アサシン クリード オリジンズ（2017年）
- クラッシュ・バンディクーレーシング ブッとびニトロ!（2019年、メグミ）

### 吹き替え

#### 映画
- 悪魔はいつもそこに（レノラ・ラファーティ〈エリザ・スカンレン〉）
- 雨とあなたの物語
- 小さな恋のメロディ（ローダ〈レスリー・ローチ〉）※Blu-ray版
- ロクサーヌ、ロクサーヌ（モニーク）
- ラベンダー 妖精の歌（ジェーン〈幼少期〉）
- イコライザー2（グレースの娘〈リス・オリヴィア・コート〉[3]）

#### ドラマ
- チャンネル・ゼロ:キャンドル・コーヴ

#### アニメ
- マジック・スクール・バス:リターンズ（ワンダー・リー〈リンジー・ファム〉[4][5]）
- バービー: ドリームハウス・アドベンチャー（英語版）（ルーキー）
- スーパーウィングス（フリップ）
- しゅつどう!パジャマスク（グレッグ / ゲッコー〈カイル・ハリソン・ブライトコフ[6]〉[7]）